# Makhzen (Maroc)
Pour les articles homonymes, voir Makhzen.

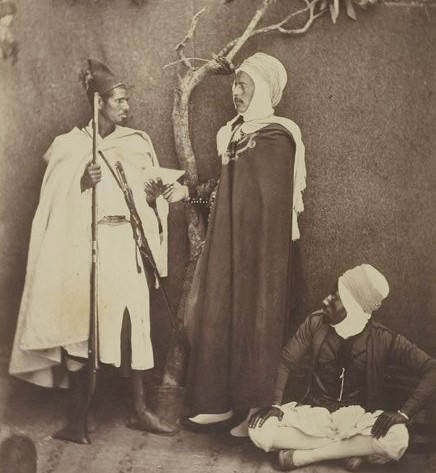
Chaouch (officier) du bureau arabe de Tlemcen (Algérie) à droite, recevant un message des mains d'un Mkhazni du kaïd d'Oujda (Maroc). Photo Félix-Jacques Moulin, 1856.

Le makhzen (en arabe : مَخْزَن, maḵzan, litt. « magasin » ; en amazighe : ⵍⵎⴰⵅⵣⵏ) est, dans le langage courant et familier au Maroc, à la fois le pouvoir marocain et par extension l'administration.
Avant le protectorat, le makhzen était l'appellation du gouvernement du monarque du Maroc.

## Origine et étymologie
Selon l'Encyclopédie de l'Islam, le terme « makhzen » est dérivé du verbe « khazana » (خَزَنَ, ḵazana) qui signifie « enfermer », « conserver », « thésauriser », « emmagasiner », « entreposer ». À l'origine, « makhzen » désignait les abris où étaient stockées les denrées de base (blé, orge, etc.) par le pouvoir saadien pour faire face aux grandes famines ou aux catastrophes. Par extension, la population a commencé a assimiler le makhzen aux personnes dépositaires de ces lieux de stockage et aux responsables de la distribution des denrées stockées.

## Histoire

### Ère médiévale et précoloniale
Dès le XIIe siècle, le terme makhzen apparait et sert à nommer le lieu où l'impôt prélevé en nature est conservé.
L'utilisation du terme « makhzen » pour désigner l'appareil étatique date de l'ère almoravide, forme qui perdure sous les dynasties qui leur succèdent.
La structure administrative du makhzen est réorganisée sous le sultan saadien Ahmed al-Mansour, qui s'inspire du modèle ottoman,.
Sous les Alaouites, le makhzen repose grandement sur les familles arabo-andalouses ou de l'aristocratie religieuse (chorfas) des grandes villes du Maroc telles que Fès, Rabat, Salé ou Marrakech.[réf. nécessaire]
Au XIXe siècle, le prélèvement de l'impôt par le makhzen est multiple : les hadiya (don) sont envoyées au sultan lors des fêtes religieuses, la ma'ûna fournit des vivres aux Mokhazni de passage et la sukhra est une commission versée à un agent du makhzen contre services rendus. Les tribus au Maroc se montrent régulièrement hostile au makhzen qui met en place plusieurs moyens de les contrôler : déplacements forcés, mise en place de percepteurs fiscaux fermes, intégration des membres des lignages au processus. L'objectif est de diminuer l'influence tribale à une simple délimitation de communauté locale.

### Ère coloniale
Sous le protectorat français, selon Mohamed El-Mekki Naciri en 1946, le Makhzen « a accepté de se livrer à un agréable et profond sommeil ».

### Ère moderne
Depuis l'indépendance retrouvée et la mise en place d'institutions modernes, l'institution traditionnelle du makhzen a théoriquement cessé d'exister. Cependant l'appellation « makhzen » continue de désigner, dans le langage courant et familier, l'appareil étatique marocain.
Officiellement, le terme « makhzen » est de nos jours réduit à désigner certaines brigades (makhzen administratif, makhzen mobile, makhzen mécanisé, etc.) des Forces auxiliaires, un corps paramilitaire dépendant du ministère de l'Intérieur.